# Prince Rupert Dry Dock and Shipyards
Prince Rupert Dry Dock and Shipyards  était une entreprise de construction navale et de réparation navale de la ville de Prince Rupert, en Colombie-Britannique au Canada.
Prince Rupert Dry Dock and Shipyards (cale sèche de Prince Rupert) était principalement une installation d'entretien et de réparation pour son propriétaire, initialement le Grand Trunk Pacific Railroad (GTPR), (Chemin de fer du Grand Trunk Pacific) devenu plus tard le Canadien National, dans le cadre d'un grand projet qui comprenait la nouvelle ville de Prince Rupert, le port et le chemin de fer transcontinental.  
Les travaux ont commencé en 1912 et le chantier naval a été achevé en 1915 lorsqu'un dock flottant de 20 000 tonnes a été assemblé sur le site. Les pontons en bois ont été construits par l'entrepreneur général et les murs d'aile en acier ont été importés et érigés sur le site.  Le chantier était équipé pour construire des navires en acier, mais il construisait plus fréquemment des bateaux en bois de différents types pour le marché local. Mais les querelles politiques et les maladresses de la GTP ont empêché le quai de voir beaucoup plus que des travaux symboliques. La ville l'a surnommé "the greatest slacker in Canada" (le plus grand fainéant du Canada). 
Après la Première Guerre mondiale, le GTPR a été repris par la Canadian National Railway (Compagnie des chemins de fer nationaux du Canada), qui a pris possession de la cale sèche, et les navires à vapeur de la compagnie y ont effectué leurs carénages annuels. Ce n'est qu'en 1919 que la construction du premier navire à coque d'acier a commencé à la cale sèche, dans le cadre de la nouvelle marine marchande du gouvernement fédéral canadien. Le gouverneur général, le duc de Devonshire, a posé la première plaque d'acier du Canadian Scottish de 8100 tonnes en septembre 1919. En 1921, le navire et le Canadian Britisher ont été lancés dans une grande fête civique.
Mais la cale sèche de Prince Rupert n'était pas destinée à être un centre de construction de grands navires en acier. La grande cale sèche a vu l'essentiel de son travail venir de la flotte des moustiques : bateaux de pêche en bois, bateaux de travail, croiseurs forestiers et bateaux de mission.
Entre 1921 et 1931, au moins 20 bateaux en bois ont été construits à la cale sèche, y compris le dernier bateau à aubes à avoir été construit, le Essington, un chaland utilisé pour retirer les rondins de bois submergés des rivières et aider à l'entretien des quais du gouvernement.
L'un des plus célèbres bateaux en bois de la côte Nord y a été construit en 1928, le remorqueur C.R.C.  de Charlie Currie.  Charlie Currie a conçu le bateau lui-même. Le C.R.C. a été mis à l'eau en février 1929.|
En 1930, au début de la Dépression, la cale sèche était encore occupée par des contrats qui avaient été réalisés l'année précédente. Nombreux sont ceux qui estiment que la cale sèche est un concurrent déloyal pour les petits chantiers navals, compte tenu de son importante main-d'œuvre et du soutien du gouvernement.
La Seconde Guerre mondiale a été une autre histoire. Toutes les ressources étaient nécessaires à l'effort de guerre, même le lointain avant-port de Prince Rupert. La monstrueuse cale sèche a finalement pu remplir sa fonction initiale, en construisant quatre dragueurs de mines de classe Bangor, 13 cargos de classe "Fort" et "Park", et deux côtiers chinois. Des milliers d'ouvriers ont été nécessaires et des centaines de nouvelles maisons ont été construites pour les ouvriers du chantier naval.
Après la guerre, cependant, la cale sèche n'est déclarée que comme un dépôt de réparation. Puis, en 1954, le gouvernement fédéral a mis fin à la subvention de 200 000 dollars par an qui permettait de maintenir la cale sèche à flot. En septembre, le chantier a été fermé et mis sous scellés. Aucune offre n'a été faite par des entreprises privées pour relancer l'opération. La seule offre réelle était celle des McCurdy de la Puget Sound and Dredge Company de Seattle, et ce qu'ils voulaient, c'étaient des pontons flottants. C'était le jour J à Prince Rupert aujourd'hui, a écrit le Prince Rupert Daily News, alors que la démolition de la cale sèche commençait. C'est le 11 décembre 1954, le jour où le remorqueur Hercules de la Puget Sound Tug Company a remorqué le plus grand des trois pontons flottants, long de 300 pieds et large de 130 pieds.
La centrale électrique de la cale sèche a continué à fournir de l'électricité à Prince Rupert pendant plusieurs années, jusqu'à sa démolition en 1981. Une scierie a utilisé le site pendant plusieurs années et aujourd'hui, c'est là que se trouve l'usine Oceanside de la Canadian Fishing Company.
Au total, 68 coques ont été identifiées comme ayant été construites par le chantier, mais la séquence de numérotation des coques s'est arrêtée à 60.